# Кастиљехо де Робледо
Кастиљехо де Робледо (шп. Castillejo de Robledo) је општина у покрајини Сорија у аутономној заједници Кастиља и Леон, Шпанија.